# Doggumentary
Albums de Snoop Dogg
Malice n Wonderland
(2009) Mac and Devin Go to High School
(2012)
Singles
1. Wet
Sortie : 17 décembre 2010
2. Boom
Sortie : 8 mars 2011

Doggumentary est le onzième album studio de Snoop Dogg, sorti le 29 mars 2011.

## Production

### Genèse du projet
Le projet s'intitulait au départ Doggumentary Music puis Doggystyle 2: Tha Doggumentary. L'album devait ainsi être la suite de son premier album de 1993, Doggystyle. Snoop Dogg a déclaré cela durant une session d'enregistrement avec le producteur Swizz Beatz, où il annonce également un retour au gangsta rap,. Snoop revient sur son idée et rebaptise le projet simplement Doggumentary.

« Je suis dans le game depuis si longtemps et je garde la même passion qu'à mes débuts. J'ai voulu embarquer mes fans avec moi sur celui-ci et je veux leur faire savoir que je me focalise pour leur apporter la meilleure musique. Ça s'appelle Doggumentary Music car c'est ma vie et je veux partager ma musique, et ma façon de la faire, avec les fans »

— Snoop Dogg

### Enregistrement
Très vite, de nombreux noms sont attachés au projet. Le magazine Rap-Up révèle que Snoop a collaboré avec Wiz Khalifa pour le titre This Weed Is Mine. Le producteur Scoop DeVille est très tôt « affilié » à l'album et produit plusieurs titres dont le single New Year's Eve, qui n'apparaît finalement pas sur l'album. Lil Jon et Swizz Beatz sont pressentis pour produire quelques titres.
Dans une interview accordée au magzine OK!, Snoop Dogg a déclaré vouloir à nouveau collaborer avec Katy Perry, après le single à succès California Gurls.Il annonce ensuite sur MTV une éventuelle collaboration avec Britney Spears.
Cependant, aucun de ces projets n'apparaît sur l'album. Le 8 décembre 2010, le rappeur révèle au magazine Complex la véritable liste des invités : Kanye West, John Legend, Daz Dillinger, Kokane, Too $hort, Bootsy Collins, Marty James, Pilot, Wiz Khalifa, Gorillaz ou encore LaToiya Williams. À la production, il s'entoure notamment de Jake One, Kanye West, Fredwreck, The Cataracs, Scoop DeVille, J-Kwon, Gorillaz, Denaun Porter, Warryn Campbell, David Banner, Meech Wells, Black Mob, Trylogy, Rick Rude, ...
En février 2011, il confirme certains noms et ajoute celui de producteurs comme Lex Luger ou Scott Storch.

## Singles

### Singles officiels
- Wet est le premier single officiel de l'album. Il a été spécialement enregistré pour la bachelor party du Prince William :

« Quand j'ai entendu que la famille royale me voulait pour chanter à la fête de célébration du mariage du Prince William, j'ai su que je devais leur donner un petit quelque chose. [...] Wet est l'hymne parfait pour le Prince William [...]. »

— Snoop Dogg
Snoop présente ce titre comme une suite de Sexual Eruption. Wet est produit par The Cataracs et est sorti sur iTunes le 17 décembre 2010. Le single entre 57e au Hot R&B/Hip-Hop Songs et 25e au Hot Rap Tracks. Le remix officiel, avec Jim Jones et Shawty Lo, sort le 8 février 2011 dans le cadre des Snoop Dogg's Puff Puff Pass Tuesdays, une opération promotionnelle lancée par le rappeur sur Internet.
- Boom est le deuxième single officiel de l'album, en duo avec T-Pain. Produit par Scott Storch, il contient un sample du tube de 1982 Situation du groupe Yazoo[18]. Le morceau est publié sur iTunes le 8 mars 2011, le même jour que le clip de la chanson[19].

### Singles promotionnels
- New Year's Eve est le premier single officiel de l'album mais seulement « promotionnel ». Il est sorti sur iTunes le 5 novembre 2010. Le titre se classe 66e au Hot R&B/Hip-Hop Songs. Le titre est en collaboration avec le chanteur RnB Marty James et est produit par Scoop DeVille, qui avait déjà collaboré avec Snoop en 2009 sur I Wanna Rock.
- Gangbang Rookie est le second single promotionnel officiel, en collaboration avec le rappeur Pilot et produit par Jake One. Il sort sur iTunes le 14 janvier 2011.
- Platinum est le troisième single promotionnel officiel, avec R. Kelly. Sorti sur iTunes le 22 février 2011, le single est produit par Lex Luger.

## Liste des titres
| No  | Titre | Auteur | Contient un (des) sample(s) de | Durée |
| --- | --- | --- | --- | ----- |
| 1.  | Toyz N Da Hood (featuring Bootsy Collins – Produit par Jake One)                                                            | Calvin Cordozar Broadus, Jr., George Clinton, Jacob Dutton, Phillip Walker, William Earl Collins                                | (Not Just) Knee Deep de Funkadelic | 2:40  |
| 2.  | The Way Life Used to Be (Produit par Battlecat)                                                                             | | Reflections de Diana Ross and The Supremes Why You Treat Me So Bad de Club Nouveau Bad Boy/Having a Party de Luther Vandross Bright Lights Bigger City de Cee-Lo Green | 3:43  |
| 3.  | My Own Way (featuring Mr. Porter – Produit par Mr. Porter)                                                                  | Armond Davis, Broadus, Denaun Porter, Tony Jackson                                                                              | | 3:05  |
| 4.  | Wonder What It Do (featuring Uncle Chucc – Produit par Battlecat)                                                           | Broadus, David Frank Paich, Charles Hamilton, Christian Gold, Gilliam, Kenton Nix, Michael Lawrence Denne, William Royce Scaggs | Oh Honey de Delegation Lowdown de Boz Scaggs If It Don't Turn You on (You Oughta Leave It Alone) du B.T. Express Heartbeat de Taana Gardner                            | 3:43  |
| 5.  | My Fucn House (featuring Young Jeezy et E-40 – Produit par Rick Rock)                                                       | Broadus, Earl Stevens, Jayson Wayne Jenkins                                                                                     | | 5:07  |
| 6.  | Peer Pressure (featuring Traci Nelson – Produit par Fredwreck)                                                              | Broadus, Farid Karam Nassar, Leslie Sample, Tracie Nelson, Wilbur H. Jennings                                                   | Street Life des Crusaders featuring Randy Crawford | 4:07  |
| 7.  | I Don't Need No Bitch (featuring Devin the Dude et Kobe – Produit par DJ Khalil)                                            | Brian Honeycutt, Broadus, Daniel Tannenbaum, Devin Copeland, Malik Jones, Khalil Abdul-Rahman, Terence Harden                   | | 3:59  |
| 8.  | Platinum (featuring R. Kelly – Produit par Lex Luger)                                                                       | Broadus, Lexus Arnel Lewis, Robert Sylvester Kelly                                                                              | | 4:29  |
| 9.  | Boom (featuring T-Pain – Produit par Scott Storch)                                                                          | Broadus, Faheem Rasheed Najm, Geneviève Alison Jane Moyet, Scott Storch, Vincent John Martin                                    | Situation de Yazoo Chief Rocka des Lords of the Underground | 3:50  |
| 10. | We Rest N Cali (featuring Goldie Loc et Bootsy Collins – Produit par Mr. Porter)                                            | Broadus, Collins, Keiwan Deshawn Spillman, Larry Troutman, Porter, Roger Troutman                                               | | 4:10  |
| 11. | El Lay (featuring Marty James – Produit par Scoop DeVille)                                                                  | Broadus, Elijah Blue Molina, Marty James                                                                                        | | 4:06  |
| 12. | Gangbang Rookie (featuring Pilot – Produit par Jake One)                                                                    | Broadus, Devlin Williams, Dutton, Jones, Michael Morgan                                                                         | | 3:46  |
| 13. | This Weed Iz Mine (featuring Wiz Khalifa – Produit par Scoop DeVille)                                                       | Andre Booth, Broadus, Chad Bromley, Cameron Jibril Thomaz, Molina, Ryan Patrick Maginn                                          | This Beat Is Mine de Vicky D King of Rock e Run–DMC | 3:43  |
| 14. | Wet (Produit par The Cataracs)                                                                                              | Broadus, David Benjamin, Niles Hollowell-Dhar                                                                                   | | 3:45  |
| 15. | Take U Home (featuring Too $hort, Kokane et Daz Dillinger – Produit par Meech Wells et Soul Mechanix)                       | Broadus, Cecil D. Womack, Jr., Delmar Drew Arnaud, Jerry B. Long, Jr., Sean Kenney, Todd Anthony Shaw                           | | 3:55  |
| 16. | Sumthin Like This Night (featuring Gorillaz, Yukimi Nagano et Tony Allen – Produit par Damon Albarn, Gorillaz et Jason Cox) | Broadus, Damon Albarn | | 3:37  |
| 17. | Superman (featuring Willie Nelson – Produit par Willie Nelson)                                                              | Broadus, Willie Hugh Nelson | | 2:05  |
| 18. | Eyez Closed (featuring John Legend et Kanye West – Produit par Kanye West, Jeff Bhasker et Mike Dean)                       | Broadus, James Bromley Spicer, Jacob Martin, John Stephens, Kanye Omari West, Russell Wendell Simmons                           | Eyes Closed de Kanye West | 5:02  |
| 19. | Raised in da Hood (Produit par Warryn Campbell et DJ Reflex)                                                                | Broadus, Dino Hawkins, Eric Vidal, Nicholas Vidal, Harden, Troutman, Warryn Campbell                                            | Pistolgrip-Pump de Volume 10 | 3:39  |
| 20. | It's D Only Thang (Produit par David Banner, THX et Crane)                                                                  | Broadus, Christopher Goodman, Lavell William Crump                                                                              | | 3:16  |
| 21. | Cold Game (featuring Latoiya Williams – Produit par Ric Rude)                                                               | Broadus, Latoiya Williams, Claude B. Cave, Carlos D. Wilson, Louis W. Wilson, Ricardo A. Wilson, Roger Thomas, Robert Lewis     | Gilly Hines de Mandrill | 3:49  |

| 22. | Sweat (Snoop Dogg vs. David Guetta Remix) (Produit par David Guetta et The Cataracs) | Broadus, Benjamin, Hollowell-Dhar | 3:16 |

## Classement
| Classement             | Meilleure position |
| ---------------------- | ------------------ |
| Australie ARIA Charts  | 12                 |
| UK Albums Chart        | 44                 |
| UK R&B Albums Chart    | 5                  |
| Billboard 200          | 8                  |
| Top R&B/Hip-Hop Albums | 4                  |
| Top Rap Albums         | 2                  |
| Canadian Albums Chart  | 28                 |